# Arnborg Sogn
Arnborg Sogn er et sogn i Herning Søndre Provsti (Viborg Stift).
I 1800-tallet var Arnborg Sogn anneks til Skarrild Sogn, men det blev et selvstændigt pastorat i 1897. Begge sogne hørte til Hammerum Herred i Ringkøbing Amt. Skarrild-Arnborg sognekommune blev senere delt så hvert sogn dannede sin egen sognekommune. I 1967 gik Arnborg sammen med Rind sognekommune i Arnborg-Rind Kommune, der ved kommunalreformen i 1970 blev indlemmet i Herning Kommune.
I Arnborg Sogn ligger Arnborg Kirke. Fasterholt Kirke blev i 1897 indviet som filialkirke til Arnborg Kirke, og Fasterholt blev et kirkedistrikt i Arnborg Sogn. Kirkedistriktet hed i starten Skibbild og skiftede i 1926 navn til Fasterholt. I 2010 blev Fasterholt Kirkedistrikt udskilt som det selvstændige Fasterholt Sogn.
I Arnborg og Fasterholt sogne findes følgende autoriserede stednavne:
- Arnborg (bebyggelse)
- Birkebæk (bebyggelse)
- Birkebæk Plantage (areal)
- Bjerre (bebyggelse)
- Blåbjerg (areal)
- Fasterholt (bebyggelse)
- Fasterholt Plantage (areal)
- Gammel Arnborg (bebyggelse)
- Gottenborg (bebyggelse)
- Green (bebyggelse)
- Green Bæk (vandareal)
- Hjøllund Banke (areal)
- Hjøllund Mose (areal)
- Holtum (bebyggelse)
- Holtum Bjerg (areal)
- Kampbjerg (areal)
- Kirkegårde (bebyggelse)
- Klynholt (bebyggelse)
- Lavsbjerg (areal)
- Skibbild (bebyggelse)
- Skibbild Mose (areal)
- Skovbjerg (bebyggelse)
- Søby Å (vandareal)
- Tornvig (bebyggelse)
- Tornvig Bjerg (areal)
- Vestervang (bebyggelse)